# Microsoft Office 2011 para Mac
Microsoft Office para Mac 2011 es una versión de la suite ofimática Microsoft Office para el sistema Mac OS X. Es el sucesor de Microsoft Office 2008 para Mac y es el equivalente en Mac OS X a la suite para sistemas Windows Microsoft Office 2010.
Microsoft Office 2011 incluye mejor soporte a empresas que en versiones anteriores y una mayor variedad de documentos editados bajo sistemas Windows. Su interfaz es más similar a las versiones de Office 2007 y Office 2010 para Windows porque incluye la barra de herramienta en formato cinta (ribbon).  
El aplicativo Outlook vuelve a la suite para Mac, escrito mediante la API Cocoa de Mac OS X, por primera vez desde 2001 y ahora es completamente compatible con Microsoft Exchange Server 2007. También permite integrarse con los servicios de mensajería de Microsoft Communicator para Mac 2011. A su vez el Outlook 2011 reemplaza al Entourage, incluido en las versiones de Office 2004 y Office 2008 para Mac. La suite también recupera las macros Visual Basic for Applications, que fueron descartadas en la versión 2008.
Office para Mac 2011 tiene algunas limitaciones comparadas con la versión de Office 2010 para Windows, no soportando los controles ActiveX y no pudiendo manejar archivos adjuntos en correos electrónicos con formato de texto enriquecido enviados desde Outlook para Windows, dado que estos que se entregan como archivos adjuntos winmail.dat.[cita requerida] Además, no es compatible con el formato OpenDocument.[cita requerida]
Existen dos ediciones disponibles. La versión Home y Student incluye Word, Excel, PowerPoint y soporte técnico por 90 días, mientras que la versión Home y Business agrega el cliente de correo Outlook y soporte extendido a 1 año.
Microsoft Messenger 8 está incluido en ambas ediciones; en cambio Microsoft Communicator para Mac 2011, que se comunica con Microsoft Lync Server, está solo disponible para compras de licencia por volumen. Office 2011 requiere un equipo Mac con procesador Intel y Mac OS X v10.5.8 o posterior.
Además, Office 2011 soporta herramientas colaborativas en línea como Windows Live SkyDrive y Office Web Apps, lo cual permite a los usuarios de Windows y Mac editar documentos a través de la web en forma simultánea.

## Ediciones
| Aplicaciones y servicios | Home y Student | Home y Business |
| ------------------------ | -------------- | --------------- |
| Word                     | Incluido       | Incluido        |
| PowerPoint               | Incluido       | Incluido        |
| Excel                    | Incluido       | Incluido        |
| Outlook                  | No incluido    | Incluido        |
| Soporte Técnico          | 90 días        | 1 año           |

La edición Home y Student está disponible en licencia simple para una computadora y en paquete familiar para tres equipos. La edición Home y Business está disponible en licencia simple para una computadora y en envase múltiple para dos equipos.

## Desarrollo
Microsoft anuncia Office 2011 en 2009. Fueron puestas a disposición 6 versiones de prueba (beta):
- Beta 1
- Beta 2 (Version 14.0.0, Build 100326)
- Beta 3 (Build 100519) — anunciada el 25 de mayo de 2010[11]
- Beta 4 (Build 100526)
- Beta 5 (Build 100709)
- Beta 6 (Build 100802)

El acceso a las versiones beta fue por invitación únicamente, aunque se filtraron algunas copias a través de sitios de intercambio de archivos de Mac.
La versión final fue publicada para fabricantes el 10 de septiembre de 2010, para compras de licencias por volumen al día siguiente y para el público en general el 26 de octubre de 2010.

### Versiones anteriores
| Nombre de la liberación  | Nombre del producto                                                         | Fecha de la liberación  |
| ------------------------ | --------------------------------------------------------------------------- | ----------------------- |
| Office 1                 | Word 3, etc.                                                                | 1990                    |
| Office 2                 | Word 4, etc.                                                                | 1992                    |
| Office 3                 | Word 5, Excel 4, PowerPoint 3, etc.                                         | 1993                    |
| Office 4.2               | Word 6, Excel 5, PowerPoint 4, etc.                                         | 1994                    |
| Office 4.2.1             | Word 6, Excel 5, PowerPoint 4, etc.                                         | 1994                    |
| Office 98 (8.0)          | Word 98, etc.                                                               | 15 de marzo de 1998     |
| Office 2001 (9.0)        | Word 2001, etc.                                                             | 11 de octubre de 2000   |
| Office (10.0/X)          | Word X, etc.                                                                | 19 de noviembre de 2001 |
| Office 2004 (11.0)       | Word 2004, etc.                                                             | 11 de mayo de 2004      |
| Office 2008 (12.0)       | Word 2008, Excel 2008 , PowerPoint 2008, M. Entourage 2008, MSN 7.0.0, etc. | 15 de enero de 2009     |
| Office 2008 (12.1.0)     | Word 2008, Excel 2008 , PowerPoint 2008, M. Entourage 2008, MSN 7.0.0, etc. | 14 de mayo de 2009      |
| Office 2008 (12.1.9)     | Word 2008, Excel 2008 , PowerPoint 2008, M. Entourage 2008, MSN 7.0.2, etc. | 9 de junio de 2009      |
| Office 2008 (12.2.0) SP2 | Word 2008, Excel 2008 , PowerPoint 2008, M. Entourage 2008, MSN 7.0.2, etc. | 20 de julio de 2009     |
| Office 2008 (12.2.1)     | Word 2008, Excel 2008 , PowerPoint 2008, M. Entourage 2008, MSN 7.0.2, etc. | 14 de agosto de 2009    |
| Office 2008 (12.2.3)     | Word 2008, Excel 2008 , PowerPoint 2008, M. Entourage 2008, MSN 7.0.2, etc. | 10 de noviembre de 2009 |
| Office 2008 (12.2.4)     | Word 2008, Excel 2008 , PowerPoint 2008, M. Entourage 2008, MSN 7.0.2, etc. | 9 de marzo de 2010      |
| Office 2008 (12.2.5)     | Word 2008, Excel 2008 , PowerPoint 2008, M. Entourage 2008, MSN 7.0.2, etc. | 8 de junio de 2010      |
| Office 2008 (12.2.6)     | Word 2008, Excel 2008 , PowerPoint 2008, M. Entourage 2008, MSN 7.0.2, etc. | 10 de agosto de 2010    |
| Office 2008 (12.2.7)     | Word 2008, Excel 2008 , PowerPoint 2008, M. Entourage 2008, MSN 7.0.2, etc. | 12 de octubre de 2010   |
| Office 2008 (12.3.0)     | Word 2008, Excel 2008 , PowerPoint 2008, M. Entourage 2008, MSN 8.0.1, etc. | 14 de junio de 2011     |
| Fuente: Office 2008      |                                                                             |                         |